# 페퍼폿
페퍼폿(영어: pepperpot) 또는 가이아나 페퍼폿(영어: Guyanese pepperpot 가이어니즈 페퍼폿[*])은 가이아나의 스튜이다. 아메리카 원주민 요리의 하나이며, 갓 구운 빵과 함께 크리스마스 아침에 먹는 명절 음식이기도 하다. 가이아나의 국민 음식으로 여겨진다.

## 이름
영어 "페퍼폿(pepperpot)"은 "초(여기서는 고추)"를 뜻하는 "페퍼(pepper)"와 "냄비"를 뜻하는 "폿(pot)"이 합쳐진 말이다.

## 만들기
고기를 마늘, 양파, 백리향, 계피, 정향, 오렌지 껍질, 고추(주로 위리위리고추나 스코치보닛고추)와 함께 캐서리프, 설탕, 소금으로 양념해 고아 만든다.

## 같이 보기
- 칼랄루